# Cheap Monday
Cheap Monday est une marque de vêtements suédoise. Elle a été fondée en 2000 par Örjan Andersson et Adam Friberg. Elle est spécialisée dans la fabrication de jeans dit « slims ».

## Création
En 2000, Örjan Andersson et Adam Friberg ont ouvert une boutique de fripes dans une banlieue de Stockholm. Le magasin était ouvert uniquement les samedis et dimanches, d’où son nom : Weekend. Vu le succès, ils décidèrent avec Lasse Karlsson d’ouvrir une nouvelle boutique dans le centre de Stockholm, mais cette fois–ci ce fut un concept-store à temps plein, qui s’appela Weekday. L’enseigne était un mélange de vintage et de marques de jeans qui ravit les habitants de Stockholm. L’envie de créer une marque de jeans à petit prix s’est imposée, et Cheap Monday est née en janvier 2005. La marque utilise le style scandinave pour la création de ses vêtements et promet des vêtements à la fois "cool" et ayant un bon rapport qualité prix. Depuis, Cheap Monday s'est globalisé et propose désormais une gamme de vêtements plus élargie (tee-shirt, chaussures, sous-vêtements…) et portée dans le monde entier.

## Acquisition
Depuis 2008, la marque est détenue par le groupe H & M Hennes & Mauritz AB (H&M). En novembre 2018, H&M annonce la fin de la marque Cheap Monday. La fermeture est officielle en juin 2019.